# Oblivious (сингл Kalafina)
«Oblivious» — перший сингл японського дівчачого гурту Kalafina, пісню виконують Вакана Оотакі та Кейко Кубота. Усі три треки використовуються у перших трьох фільмах Kara no Kyoukai.

## Список треків

### CD
Автор музики і слів Юкі Каджіура. 
| CD (SECL-586) | CD (SECL-586)                 | CD (SECL-586) |
| #             | Назва                         | Тривалість    |
| ------------- | ----------------------------- | ------------- |
| 1.            | «oblivious»                   | 4:23          |
| 2.            | «Kimi ga Hikari ni Kaete Iku» | 4:44          |
| 3.            | «Kizuato»                     | 4:41          |
| 13:54         |                               |               |

## Чарти
| Чарт                  | Пікова позиція | Продажів | Період   |
| --------------------- | -------------- | -------- | -------- |
| Oricon Weekly Singles | #8             | 38,695   | 24 тижні |